# Mikołaj Proskura
Mikołaj Proskura Suszczański herbu Krzyżostrzał – cześnik kijowski w latach 1779–1784, łowczy owrucki w latach 1775–1779.
Był komisarzem Sejmu Czteroletniego z powiatu kijowskiego województwa kijowskiego do szacowania intrat dóbr ziemskich w 1789 roku.